# 미국 복음주의 루터교회
미국 복음주의 루터교회(The Evangelical Lutheran Church in America 이하 ELCA)는 시카고에 본부가 있는 개신교 교회이다.
1988년 미국 루터교회(Lutheran Church in America (LCA)), 미국 루터교회(the American Lutheran Church (ALC)), 복음주의 루터교회 연합회(the Association of Evangelical Lutheran Churches (AELC))세 교회가 연합하면서 시작되었으며, 4,633,887의 세례교인이 있다. 그외 미국의 루터교회로는 루터교회 미주리시노드, 위스콘신 복음주의 루터교회 시노드(Wisconsin Evangelical Lutheran Synod)가 있다. 1970년대부터 여성에 대한 목사안수를 허용하고 있다.
예전은 2006년 발행된 예식문인 복음주의 루터교회 예배에 근거하며, 성만찬과 세례를 성례전으로 인정한다. 미국 복음주의 루터교회는 미국 성공회와 같이 성만찬 예배를 하기도 하는 등 에큐메니컬을 위해 일하는 교회이기도 하다.

## 같이 보기
- 미국 성공회
- 루터교회 미주리시노드